# Buprestis cupressi
Buprestis cupressi ist ein Käfer aus der Familie der Prachtkäfer (Buprestidae). Zur Gattung Buprestis zählt man weltweit über hundertzwanzig Arten. In Europa ist die Gattung Buprestis mit vierzehn Arten vertreten, in Mitteleuropa findet man fünf Arten. Die Art Buprestis cupressi ist nur in Südeuropa anzutreffen.

## Bemerkungen zum Namen
Der Käfername taucht erstmals 1821 im Katalog zu Dejeans Käfersammlung in der Schreibweise Buprestis Cypressi auf. In der 2. Auflage des Katalogs 1833 heißt der Käfer Ancylocheira cupressi. Die Erstbeschreibung (mit Bild, Abb. 1) liefert Germar im 17. Fascikel der Fauna Insectorum Europae mit Bezug auf den neueren Katalog von Dejean als Buprestis cupressi. Das Erscheinungsjahr des Fascikels ist auf dem Druck nicht festgehalten. Die noch meist zu lesende Angabe 1817 ist falsch (da übernahm Germar die Reihe), nach älteren Quellen ist das Erscheinungsjahr 1836, laut neueren 1834. Germar geht nicht auf den Artnamen cupressi ein, dieser ist jedoch selbsterklärend: Das Tier ist auf Zypressen gefunden worden.
In zeitlicher Überschneidung mit Germar (Vortrag 1827, Veröffentlichung 1839) beschreibt Costa den Käfer unter dem Namen Buprestis nobilis in Unkenntnis des Namens bei Dejean.

## Eigenschaften des Käfers
| | |
| Abb. 1: Weibchen, Seitenansicht                                                                    | |
| | |
| Abb. 2: bei Erstbeschrei- bung Germar 1834                                                         | Abb. 3: 1837 bei Castelnau und Gory                                                                                                   |
| | |
| Abb. 4: Halsschild seitlich grüner Pfeil: linkes ‚Auge‘ roter Pfeil: linker Teil der ‚Mund-‘Hälfte | Abb. 5: Spitze Flügeldecken rot: Flügeldeckennaht grün: äußeres Zähnchen gelb: inneres Zähnchen                                       |
| | |
| Abb. 6: Ausschnitt Vorder- bein des Männchens grün: Schiene braun: Tarsus Pfeil: Sporn             | Abb. 7: Ausschnitt rechte Flü- geldecke, links Naht rot: Teile des 2., 3., 4. Punkt- streifens, grün: Teile des 2., 3., 4. Intervalls |

Der länglich ovale, robust gebaute Käfer erreicht eine Länge von 22 bis 25 Millimeter. Die Oberseite ist im typischen Fall beim Weibchen schwach glänzend rein schwarz, beim Männchen sind Teile des Kopfes gelb, bei beiden Geschlechtern ist die Unterseite dunkel bräunlich kupfrig, ungefleckt. Auch beim Weibchen können am Kopf, am Halsschild und/oder auf den Flügeldecken gelbe Flecken ausgebildet sein, nach denen Obenberger fünf Aberrationen benennt.
Der Kopf ist dicht punktiert mit einer schwach ausgebildeten Längsfurche auf der Stirn. Der Kopf der Weibchen ist meist schwarz, bei den Männchen trägt er eine gelbe Zeichnung, die die Form eines Krönchens annehmen kann. Die voneinander entfernt stehenden Augen sind groß und oval. Die elfgliedrigen Fühler sind so lang wie der Halsschild. Sie sind ab dem dritten Glied nach innen spitz gesägt. Auch das zweite Fühlerglied ist länger als breit. Die Oberlippe ist vorn leicht ausgeschnitten. Die kräftigen Oberkiefer sind leicht gebogen und zweizähnig. Die Kiefertaster sind viergliedrig, die beiden Endglieder länglich eiförmig und gleich groß. Das Endglied der dreigliedrigen Lippentaster ist eiförmig und abgestutzt.
Der Halsschild verbreitert sich nach hinten, bleibt aber schmaler als die Flügeldecken. Er ist größtenteils sehr dicht und fein gedrängt punktiert. Die Punkte sind mit einer weißlichen, schmierigen Substanz gefüllt. Unpunktiert sind fünf scharf abgegrenzte glatte Stellen: Eine längs verlaufende unregelmäßige Mittellinie ist auf beiden Seiten durch je eine rundliche, leicht erhabene ebene Fläche (in Abb. 4 grüner Pfeil) ergänzt, so dass diese drei Flächen als Gesicht mit Nase und Augen wahrgenommen werden können (Abb. 1). Unter den „Augen“ befinden sich weniger deutlich je eine Fläche an der Basis des Halsschilds (in Abb. 4 roter Pfeil), die das Gesicht durch einen breit grinsenden Mund ergänzen (Abb. 2 und Taxobild).
Das Schildchen ist klein und rundlich.
Die Flügeldecken sind dreieinhalb mal so lang wie der Halsschild. Sie sind erst hinter der Mitte allmählich zugespitzt. Sie enden gemeinsam flach abgerundet mit einem stumpfen Außen- und Innenzähnchen (in Abb. 6 grüner bzw. gelber Pfeil). Die Flügeldeckenstreifen (in Abb. 7 teilweise rot) sind sehr fein und oberflächlich, aber deutlich punktiert. Die flachen Zwischenräume (in Abb. 7 teilweise grün) sind dicht, grob und unregelmäßig punktiert. Die Punktierung der Intervalle wird nach außen intensiver und ist besonders seitlich und rückwärts doppelt so stark wie die Punktierung der Streifen.
Die Außenseite der Schienen ist beim Männchen schwach gebogen. Die Tarsen sind alle fünfgliedrig. Das erste Glied der Hintertarsen ist etwa doppelt so lang wie das zweite, seine Sohle ist bis zur Basis ausgebildet, nicht vor der Basis verschwindend. Als Gattungsmerkmal sind die Vorderschienen der Männchen kurz vor dem Ende hinten innen mit einer hakenförmigen Erweiterung nach oben versehen (synonymer Gattungsname Ancyloch(e)ira von altgriechisch αγκύλος ankýlos, deutsch ‚krumm‘ und χείρ chēīr, deutsch ‚Hand‘, ‚Hakenhand‘, Abb. 6).
Das Analsternit (letzte Bauchplatte des Hinterleibs) ist beim Männchen weniger kurz als beim Weibchen und endet zwischen zwei stumpfen Ecken breit bogenförmig ausgeschnitten. Beim Weibchen ist es abgerundet. Der Prosternalfortsatz (Verlängerung der Vorderbrust nach hinten, dessen Ende in einer Vertiefung der Mittelbrust ruht) ist relativ lang und schmal, er ist vorne gedrängt kräftig punktiert und endet stumpf.

## Larve
Das Foto einer Larve des Käfers findet sich im Internet.

## Biologie
Die Funde des Käfers liegen in Griechenland zwischen Anfang Mai und dem zweiten Drittel des Augusts. Man findet die Käfer an den Pflanzen, in denen sich die Larven entwickeln. Dies sind vor allem Zypressen und in Italien dicke Wacholderstämme. Außerdem werden Zedern, Morgenländischer Lebensbaum und Tamarisken genannt. Aus Sizilien wird berichtet, dass die Käfer zur heißesten Tageszeit im Sonnenschein in Küstendünen um Wacholder fliegen.
Die Larven fressen unregelmäßige Gänge, die zuerst unter der Rinde verlaufen und dann ins Splintholz vordringen. Die Gänge verlaufen entlang der Jahresringe bis zum Wurzelbereich hinab. Sie sind mit meist gelbem, manchmal braunem körnigen Mehl aus Genagsel und Exkrementen gefüllt. Am Ende der Gänge werden die Puppenwiegen angelegt. Die Verpuppung dauert etwa zwei Wochen. Die Fluglöcher liegen häufig in den Schnittflächen frisch beschnittener Bäume. Durch ein Flugloch können auch mehrere Käfer schlüpfen. Die Entwicklung dauert drei Jahre.
Die Käfer befallen auch gesunde Pflanzen als Erstschädlinge. Sie werden bei in natürlichem Verbund stehenden Zypressen nicht schädlich, bei gepflegten und regelmäßig beschnittenen Bäumen in Anlagen oder Plantagen kann es jedoch zu Massenbefall und Schädigung der Bäume kommen. Die Bäume nehmen dann die zugespitzte Form der Glaszylinder von Petroleumlampen an. Jetzt dringen die Larven auch ins Kernholz vor. Das Kambium wird teilweise zerstört, die grüne Farbe vergilbt zunehmend und Teile des Baumes beginnen von oben her zu verdorren. Auf kalkreichem und trockenem Boden stehende Zypressen werden besonders häufig befallen. Es wird empfohlen, befallene Bäume vor dem Erscheinen des Käfers im Frühjahr zu entfernen und zu verbrennen.

## Verbreitung
Buprestis cupressi ist ein pontomediterranes Faunenelement mit relativ beschränktem Verbreitungsgebiet. Innerhalb Europas ist er hauptsächlich in Südosteuropa verbreitet. Die Fauna Europaea nennt als Länder, in denen der Käfer vorkommt, Italien mit Sizilien, Slowenien, Kroatien, Serbien, Bosnien und Herzegowina, Montenegro, Nordmazedonien, Albanien, Bulgarien, Griechenland mit den Nordägäischen Inseln, Kreta, und Türkei. Die Art kommt auch auf der Krim vor. Fundmeldungen aus Ungarn (Buccari, Spalato …) stammen aus der Zeit, als diese Städte noch zu Ungarn gehörten. Aus dem heutigen Ungarn ist der Käfer nicht gemeldet.